# Подземељ
Подземељ (словен. Podzemelj) је насељено место у општини Метлика, регија Југоисточна Словенија, Словенија.

## Историја
До територијалне реорганизације у Словенији био је у саставу старе општине Метлика.

## Становништво
У попису становништва из 2011. године, Подземељ је имао 139 становника.
| Број становника према пописима | Број становника према пописима | Број становника према пописима |
| ------------------------------ | ------------------------------ | ------------------------------ |
| 1991                           | 2002                           | 2011                           |
| 134                            | 150                            | 139                            |

Напомена: Године 2002. умањено за део насеља који је припојен насељу Градац.

## Галерија
- "Градашки мачки", карневал на води
- "Градашки мачки"